# Kentucky Colonels 1969-1970
La stagione 1969-70 dei Kentucky Colonels fu la 3ª nella ABA per la franchigia.
I Kentucky Colonels arrivarono secondi nella Eastern Division con un record di 45-39. Nei play-off vinsero la semifinale di divisione con i New York Nets (4-3), perdendo poi la finale di divisione con gli Indiana Pacers (4-1).

## Roster
| N° | Naz.                   | Ruolo | Sportivo         | Anno | Alt. | Peso |
| -- | ---------------------- | ----- | ---------------- | ---- | ---- | ---- |
|    | Stati Uniti (bandiera) | G     | Steve Chubin     | 1944 | 198  | 91   |
|    | Stati Uniti (bandiera) | A     | Willie Murrell   | 1941 | 198  | 102  |
| 10 | Stati Uniti (bandiera) | G     | Louie Dampier    | 1944 | 183  | 77   |
| 22 | Stati Uniti (bandiera) | AC    | Goose Ligon      | 1944 | 201  | 95   |
| 24 | Stati Uniti (bandiera) | AC    | Bud Olsen        | 1940 | 203  | 100  |
| 25 | Stati Uniti (bandiera) | A     | John Fairchild   | 1943 | 203  | 93   |
| 25 | Stati Uniti (bandiera) | A     | Keith Swagerty   | 1945 | 201  | 107  |
| 25 | Stati Uniti (bandiera) | A     | Gene Williams    | 1947 | 201  | 107  |
| 32 | Stati Uniti (bandiera) | GA    | Wayne Chapman    | 1945 | 198  | 86   |
| 34 | Stati Uniti (bandiera) | A     | George Tinsley   | 1946 | 196  | 93   |
| 34 | Stati Uniti (bandiera) | G     | Bobby Washington | 1947 | 180  | 79   |
| 35 | Stati Uniti (bandiera) | G     | Darel Carrier    | 1940 | 191  | 84   |
| 40 | Stati Uniti (bandiera) | G     | Tommy Kron       | 1943 | 196  | 91   |
| 40 | Stati Uniti (bandiera) | G     | Sammy Little     | 1946 | 183  | 82   |
| 45 | Stati Uniti (bandiera) | GA    | Bobby Rascoe     | 1940 | 193  | 93   |
| 52 | Stati Uniti (bandiera) | A     | Sam Smith        | 1944 | 201  | 104  |
| 54 | Stati Uniti (bandiera) | AC    | Gene Moore       | 1945 | 206  | 102  |

## Staff tecnico
- Allenatore: Gene Rhodes
- Preparatore atletico: Bill Antonini